# Pendez-les haut et court
Pour plus de détails, voir Fiche technique et Distribution.
Pendez-les haut et court (Hang 'Em High) est un film américain, sorti en 1968, réalisé par Ted Post, avec Clint Eastwood dans le rôle principal.

## Synopsis
En 1889, dans l'Oklahoma, sauvé de justesse par le marshal Dave Bliss, après avoir été lynché par des habitants de Red Creek qui l'accusaient à tort d'avoir abattu un propriétaire de bétail pour le voler, Jed Cooper (Clint Eastwood) est reconnu innocent par le juge Fenton. Celui-ci le nomme marshal, notamment pour éviter que Jed se livre à une vengeance personnelle. Le juge le charge de ramener vivants les hommes responsables de son lynchage pour qu'ils soient jugés en bonne et due forme.
Énergique et habile, Jed parcourt l'Oklahoma, territoire où la loi ne s'est pas encore imposée, et remplit ses fonctions avec une redoutable efficacité.
En parallèle, Jed se laisse prendre aux charmes d'une jeune et séduisante veuve qui examine chaque prisonnier avec une insistance qui l'intrigue. Elle lui apprend qu'elle cherche le bandit qui a tué son mari.

## Fiche technique
- Titre : Pendez-les haut et court
- Titre original : Hang'Em High
- Réalisation : Ted Post
- Scénario : Leonard Freeman et Mel Goldberg
- Producteur : Leonard Freeman
- Producteur associé : Irving L. Leonard
- Producteur superviseur : Robert Stambler
- Musique : Dominic Frontiere
- Photographie : Richard H. Kline, A.S.C. et Leonard J. South (de), A.S.C.
- Montage : Gene Fowler Jr., A.C.E.
- Casting : Jane Murray
- Directeur artistique : John B. Goodman
- Décors : Arthur Krams
- Costumes : Elva Martien, Gene Murray et Glenn Wright
- Budget : 1 600 000 $
- Recettes : 6 800 000 $
- Société de production : Leonard Freeman Production - The Malpaso Company
- Société de distribution : United Artists
- Pays de production :  États-Unis
- Langue : Anglais
- Formats : 1.85 | Couleur DeLuxe | 35 mm
- Son : Mono
- Genre : Western
- Durée : 110 minutes
- Dates de sortie : 
  - États-Unis : 3 août 1968
  - France :  20 novembre 1968
- Affiche : Macario Gómez Quibus (Espagne)

## Distribution
- Clint Eastwood (VF : Jacques Deschamps) : Jedediah "Jed" Cooper
- Inger Stevens (VF : Régine Blaess) : Rachel Warren
- Pat Hingle (VF : Jean-Henri Chambois) : le juge Adam Fenton
- Ed Begley (VF : Claude Bertrand) : le Capitaine Wilson
- Charles McGraw (VF : Jacques Dynam) : le Shérif Ray Calhoun
- Bruce Dern (VF : Gérard Hernandez) : Miller
- Ben Johnson (VF : André Valmy) : le Marshall Dave Bliss
- Arlene Golonka (VF : Francine Lainé) : Jennifer, la prostituée
- Ruth White (VF : Lita Recio) : Madame 'Peaches' Sophie, gérante du bordel de Fort Grant
- Bob Steele : Jenkins
- Alan Hale Jr. (VF : Pierre Collet) : Matt Stone
- Jonathan Lippe (en) (VF : Michel Barbey) : Tommy
- L.Q. Jones (VF : Jacques Ferrière) : Loomis
- Joseph Sirola : Reno
- Russell Thorson (en) : Maddow
- Ned Romero (en) (VF : Roger Rudel) : Charlie Blackfoot
- Richard Gates (VF : Jacques Richard) : Ben
- Bruce Scott : Billy Joe
- Dennis Hopper (VF : Henry Djanik) : le "prophète"
- James MacArthur (VF : Daniel Gall) : le prêcheur
- Bert Freed (VF : Pierre Collet) : Schmidt, le bourreau
- Michael O'Sullivan (en) : Francis Elroy Duffy
- Tod Andrews : l'avocat de la défense
- Mark Lenard : le prosecutor
- James Westerfield (VF : Jacques Michaud) : un prisonnier sur l'échafaud
- Paul Sorensen : un prisonnier sur l'échafaud
- Hal England : un membre de l'équipe de recherche
- Bill Zuckert : un shérif
- Richard Guizon : un garde
- Roy Glenn : un garde
- John Wesley : un garde
- Richard Angarola : un membre de l'équipe de recherche
- Barry Cahill : un membre de l'équipe de recherche
- Robert Jones :  un membre de l'équipe de recherche
- Ted Thorpe : un officiel du tribunal
- Robert B. Williams : Elwood, le croque-mort
- Larry J. Blake : un prisonnier
- Dennis Dengate : un homme au saloon
- Tony Di Milo : McCloud
- Jack Ging : Marshall Hayes (non crédité)
- Joel Fluellen (VF : Bachir Touré) : Williams (non crédité)
- Herbert Ellis : le Suédois (non crédité)
- Benny Hill : simple apparition (non crédité)

## Musique
Durant le film, le juge organise une pendaison publique simultanée de six condamnés. Avant l'exécution, un prêcheur fait chanter Shall We Gather at the River?, puis Rock of Ages (en) à la très nombreuse foule venue assister à cet événement.

## Autour du film
Dans ce film, Clint Eastwood s'appelle Jed Cooper, c'est le nom que portait Victor Mature dans La Charge des tuniques bleues (1955), western de Anthony Mann. Clint Eastwood avait proposé à Sergio Leone de réaliser ce film, mais ce dernier était pris par le tournage du film Il était une fois dans l'Ouest. De ce fait, les deux westerns sont sortis la même année.